# کمتینیوس
کمتینیوس (به چکی: Kmetiněves) یک منطقهٔ مسکونی در جمهوری چک است که در شهرستان کلادنو واقع شده‌است.